# Záhadologie

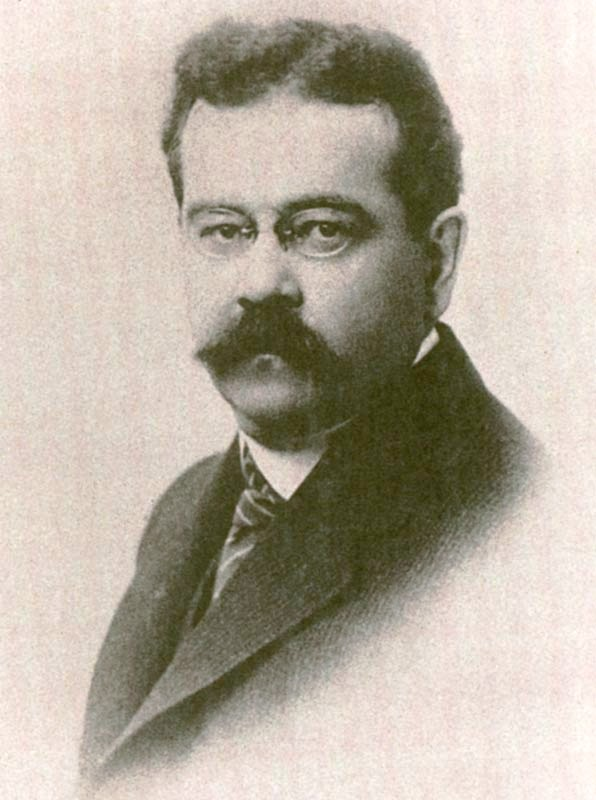
Charles Fort v roce 1920

Záhadologie je označení pro bádání zabývající se něčím, co nejde racionálně vysvětlit. Zabývá se záhadami všeho druhu, jakými jsou například ufologie a parapsychologie. Badatelé zabývající se tímto oborem se snaží mapovat a pokud možno vysvětlovat různými teoriemi veškeré paranormální, neobvyklé a mysteriózní jevy vyskytující se okolo nás.
Za zakladatele záhadologie bývá někdy označován Charles Fort (1874–1932), který nashromáždil desetitisíce popisů mimořádných jevů. Vůči vysvětlujícím teoriím zaujímal rezervovaný postoj, protože podle něj mnohé z toho, co se v minulosti zdálo hloupé a iracionální, je dnes přijímáno jako běžný fakt.
Pojmy záhadolog a záhadologie se v češtině rozšířily zhruba od počátku devadesátých let dvacátého století. Často je jako záhadolog označován například spisovatel Erich von Däniken, který záhady vysvětluje působením mimozemšťanů. Z České republiky například pochází záhadologové Ludvík Souček, Věnceslav Patrovský a Arnošt Vašíček. Skeptický pohled na záhady pak reprezentuje Český klub skeptiků SISYFOS a další podobné spolky.